# Синодијум
Синодијум је био античко илирско (далматско) насеље у Петровом пољу у Далмацији. Налазило се на врху Балине главице код Умљановића, гдје се налазе рушевине које локално становништво зове Шинод или Шенод. Римљани су након освајања ове области, у подножју Балине главице подигли Municipium Magnum. 
У зиму, на прелазу из 48. у 47. годину прије н. е, Римљани су тешко поражени од Далмата у бици код Синодијума. Октавијан Август, каснији римски цар, водио је војску која је 34. прије н. е. освојила Промону, а затим и разорила Синодијум. 